# Jabiyah (Golan)
Jabiyah, (en arabe الجابية) est une ville historique située dans le Golan actuel, mentionnée dans diverses sources syriaques du haut Moyen Âge, elle fut la capitale du royaume Ghassanide à son apogée.

Elle est située entre la région du Hauran et le plateau du Golan, au nord-ouest de la ville actuelle de Nawa, dans le gouvernorat de Deraa, au sud-ouest de la Syrie actuelle, près des frontières avec Israël et la Jordanie.,
C'est l'endroit où, en 634, la bataille de Jabiyah (ou bataille de Gabitha) eut lieu, entre l'armée byzantine commandée par Théodore (frère d'Héraclius), et les troupes musulmanes du Califat Rashidun commandées par Abu Ubayda ibn al-Djarrah et Shurahbil ibn Hassana. La bataille entraîna une défaite des Byzantins.

Dans certaines sources, notamment contemporaines, cette bataille de Jabiya (ou Gabitha) est parfois confondue avec la bataille de Yarmouk, livrée en août 636., La confusion est peut-être due au fait que les premiers affrontements qui ont donné lieu à la bataille de Yarmouk proprement dite en 636, eurent lieu dans les environs de Jabiyah quelques jours ou semaines plus tôt, ce qui a conduit l'historien Walter Kaegi à appeler ce conflit «bataille de Jabiya-Yarmouk»
Selon la tradition, le général des Rashiduns Abu Ubayda ibn al-Djarrah vécut ses derniers jours à Jabiyah et y fut enterré. Cependant, le mausolée d'Abu Ubayda, de construction relativement récente, est situé à Deir Alla, en Jordanie, à environ 90 km au sud-ouest en ligne droite de la Jabiyah des Ghassanides.
Jabiyah a donné son nom à l'une des portes du mur de Damas : Bab al Jabia, la principale entrée occidentale de la vieille ville qui, à l'époque romaine, était appelée la porte de Jupiter.